# Abemaciclib
Abemaciclib, comercializado sob as marcas Verzenio, Verzenios e Ramiven, é um medicamento para o tratamento de cancro da mama metastático ou em estádios avançados. Atua como inibidor seletivo das proteínas CDK4 e CDK6.